# Lavochkin La-250
Lavochkin La-250 "Anakonda" là một nguyên mẫu máy bay tiêm kích đánh chặn bay trên độ cao lớn của Liên Xô được chế tạo và thử nghiệm vào thập kỷ 1950.

## Bối cảnh
Giữa thập niên 1950, một điều trở nên hiển nhiên rằng những máy bay tiêm kích được vũ trang bởi các khẩu pháo dưới tốc độ âm thanh như Yakovlev Yak-25 sẽ không có khả năng để chặn đứng các mục tiêu bay nhanh trên độ cao lớn như các thế hệ máy bay ném bom chiến lược phản lực sắp xuất hiện. Do đó vào năm 1953, OKB Lavochkin đã đề xướng thêm vào hệ thống tên lửa không đối không cho hệ thống phòng không Berkut. Được giao nhiệm vụ phòng thủ Moskva, hệ thống Berkut gồm một mạng lưới radar lớn và các bệ phòng tên lửa đất đối không cũng như máy bay đánh chặn hướng dẫn từ mặt đất. Tên lửa do Lavochkin đề xuất có tên G-300 tận dụng một hệ thống dẫn đường dựa vào những đèn chân không và do đó nó có khối lượng rất lớn (khoảng 1.000 kg (2.200 lb)) và không một máy bay tiêm kích nào có thể trong kho vũ khí của Liên Xô có thể mang được nó. Thay vào đó, một máy bay ném bom Tupolev Tu-4 (phiên bản Liên Xô chế tạo của Boeing B-29 Superfortress) được sửa đổi để mang 4 tên lửa G-300 dưới cánh, với toàn bộ hệ thống được chỉ định tên gọi G-310. Người ta cho rằng G-300 có tầm hoạt động chỉ là 15 km (9 mi) và trần bay là 20.000 m (65.600 ft). Dù G-310 đã thực hiện 10 chuyến bay vào năm 1952, hệ thống này đã bị hủy bỏ vì không thực tế. 

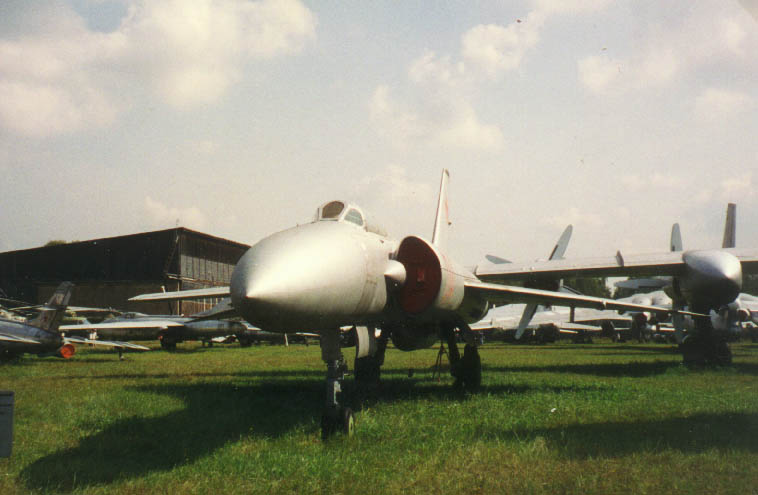
La-250 nhìn từ phía trước

Vào tháng 11-1952, chính phủ Liên Xô đã ra lệnh phát triển Kompleks K-15 (Complex K-15, một khái niệm tương tự với "hệ thống vũ khí" của Mỹ). K-15 sẽ gồm một máy bay tiêm kích đánh chặn "250" (sau này có tên gọi La-250) mang tên lửa dẫn đường "275". La-250 có khả năng đánh chặn mục tiêu bay ở vận tốc 1.250 km/h (777 mph, Mach 1.18) trên độ cao 20.000 m (65.600 ft) và tầm bay chiến đấu là 500 km (310 miles) từ căn cứ. Việc dẫn đường ban đầu được thực hiện từ bộ phận điều khiển mặt đất Vozdukh-1 với radar bên trong sẽ dẫn đường trong giai đoạn cuối ở 40 km (25 miles) cuối cùng và tên lửa sẽ tự động bắn bởi hệ thống điều khiển hỏa lực khi trong tầm bắn. Tên lửa "275" dự kiến sẽ có trọng lượng 870 kg (1.915 lb) và gắn động cơ rocket nhiên liệu lỏng, nó có tốc độ tối đa trên 3.900 km/h (2.425 mph). Với một đầu nổ thường nặng 125 kg (275 lb), nó có bán kính sát thương khoảng 50 m (165 ft). La-250 mang hai tên lửa "275" dưới thân,
Những vấn đề với radar K-15U và động cơ Klimov VK-9 đã bắt buộc phải thiết kế lại cấu trúc cơ bản của máy bay để sử dụng radar K-15M và quan trọng hơn, nó phải sử dụng động cơ Lyulka AL-7F yếu hơn. Điều này đã dẫn đến xu hướng cần thiết thay đổi tên lửa "275" thành phiên bản nhẹ hơn mang tên "275A" (điều thú vị là dù tổng trọng lượng của tên lửa giảm xuống còn 800 kg (1.760 lb), nhưng đầu nổ của nó lại tăng trọng lượng lên đến 140 kg (308 lb)). Khung máy bay mới với một thân nhỏ và một cánh tam giác thay cho thiết kế cánh xuôi trước đó, khung này co tên gọi La-250A. Tên lửa "275" giờ đã mang được dưới các giá treo ở cánh. Khung máy bay nhẹ hơn không đủ để khắc phục những nhược điểm của động cơ, và khả năng của dự án đã bị so sánh với La-250. Trong khi bận rộn thiết kế lại máy bay, OKB Lavochkin cũng đã phát triển một phiên bản mới của tên lửa "275" - tên lửa điều khiển radar bán chủ động "277", tên lửa hạt nhân "279", và tên lửa động cơ rocket nhiên liệu rắn "280". Nguyên mẫu đầu tiên của La-250A cuối cùng đã được giới thiệu vào ngày 16 tháng 6-1956. Các chuyến bay thử nghiệm của 5 nguyên mẫu đã bị gây khó khăn do những sự cố của hệ thống tăng thủy lực và bộ bánh đáp cũng như tầm nhìn phía trước kém (sau đó những sự cố này cũng được điều chỉnh với một cái mũi nhỏ "drooped - nhìn xuống"). La-250A thực hiện bay thử nghiệm đơn vào năm 1956, chỉ có 6 chuyến bay được thực hiện vào năm 1957, và 14 chuyến bay vào năm 1958. Không hài lòng bởi dự án thiếu tiến triển, VVS đã dừng tất cả công việc của hệ thống K-15 vào năm 1959. Bài học tiếp thu được với K-15 đã được sử dụng để phát triển hệ thống thiết bị đánh chặn mới, mà kết quả của nó là máy bay tiêm kích đánh chặn Tupolev Tu-28.
Thiết kế phát triển không đầy đủ, những rắc rối quá nhiều của việc phát triển La-250 được phản chiếu trong các dự án phức tạp tương tự của Phương Tây như Convair F-102 Delta Dagger cánh tam giác và máy bay đánh chặn F-106 Delta Dart.

## Thiết kế và phát triển

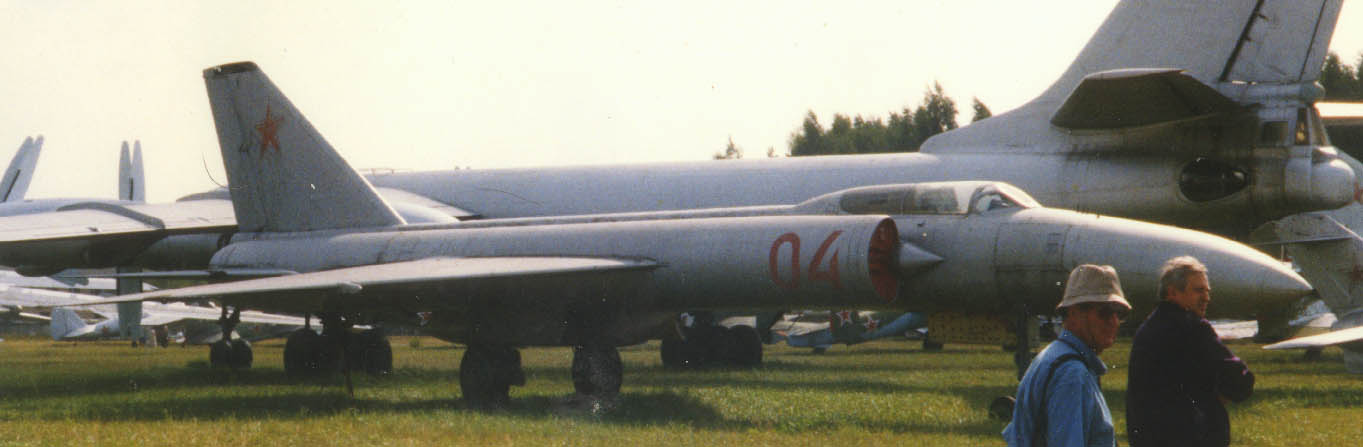
La-250

Được dự trù đây là máy bay cuối cùng được sản xuất bởi phòng thiết kế Lavochkin, La-250 được biết đến không chính thức với tên gọi Anaconda, được thiết kế để đáp ứng một yêu cầu đòi hỏi rất khắt khe vào năm 1954 cho một máy bay tiêm kích đánh chặn một chỗ bay cao và bay xa trang bị vũ khí với tên lửa. Có thiết kế cánh tam giác với góc 57° và một thân máy bay lớn, La-250 trang bị 2 động cơ phản lực Lyulka AL-7F tạo lực đẩy mỗi động cơ là 6500 kg, sau đó nó được trang bị thiết bị đốt nhiên liệu lần hai nâng lực đẩy lên 9000 kg. Mọi mặt điều khiển đều được vận hành bằng sức máy với hệ thống kép và không có thao tác điều khiển bằng tay. Nó được dự định mang một radar Uragan (Hurricane) có tầm hoạt động 30 km, La-250 có kế hoạch trang bị hai tên lửa lớn K-15.
Dù La-250 được mong đợi là một máy bay đánh chặn một chỗ trong hình dạng hoạt động, nguyên mẫu được chế tạo lại có 2 chỗ để cung cấp điều kiện cho một người theo dõi thử nghiệm, và một trong 3 chuyến bay thử nghiệm đã được hoàn thành vào tháng 6-1956. Chuyến bay đầu tiên dự định vào ngày 16 tháng 7-1956, nhưng phi công thử nghiệm A.G.Kochetkov đã gặp sự cố bất ngờ và mất điều khiển. Các thử nghiệm kéo dài của một hệ thống lắp ráp theo sau trước khi những đặc điểm có thể chấp nhận được đã đạt được và chuyến bay thử nghiệm đã khôi phục. Máy bay thứ hai mất trong một tai nạn hạ cánh vào 28 tháng 11-1957, và máy bay thứ ba cũng chịu một tai nạn hạ cánh vào 8 tháng 9-1958. Chương trình bay thử nghiệm bị trì hoãn do sự thiếu tin cậy của động cơ và thử nghiệm đầy đủ không được hoàn tất khi chương trình bị hủy bỏ.

## Thông số kỹ thuật (La-250A)

La-250

### Đặc điểm riêng
- Phi đoàn: 2
- Chiều dài: 26.80 m (87 ft 11 in)
- Sải cánh: 13.90 m (45 ft 7 in)
- Chiều cao: 6.50 m (21 ft 4 in)
- Diện tích cánh: 80.0 m² (860.8 ft²)
- Trọng lượng rỗng: 18.988 kg (41.775 lb)
- Trọng lượng cất cánh: 24.500 kg (53.900 lb)
- Trọng lượng cất cánh tối đa: 27.500 kg (60.500 lb)
- Động cơ: 2× Lyulka AL-7F, 98.0 kN (22.050 lbf) khi đốt nhiên liệu phụ trội với mỗi động cơ

### Hiệu suất bay
- Vận tốc cực đại: 1.800 km/h (1.118 mph) không có tên lửa, 1.600 km/h (994 mph) có tên lửa
- Tầm bay: 2.000 km (1.240 mi)
- Trần bay: 17.000 m (55.760 ft)
- Vận tốc lên cao: n/a
- Lực nâng của cánh: 306 kg/m² (63 lb/ft²)
- Lực đẩy/trọng lượng: 0.41

### Vũ khí
- 2x tên lửa không đối không dưới cánh, bao gồm "275," "277," "279," hoặc "280."

## Nội dung liên quan

### Máy bay có tính năng tương đương
- F-101 Voodoo
- F-102 Delta Dagger
- F-106 Delta Dart
- Avro CF-105 Arrow
- Tupolev Tu-28

### Trình tự thiết kế
- La-180 - La-190 - La-200